# Diplodiscus scortechinii
Diplodiscus scortechinii är en malvaväxtart som först beskrevs av George King, och fick sitt nu gällande namn av Ashton och Kochummen. Diplodiscus scortechinii ingår i släktet Diplodiscus och familjen malvaväxter. Inga underarter finns listade i Catalogue of Life.